# OpenSSL
OpenSSL és un projecte de programari desenvolupat pels membres de la comunitat de codi lliure per a lliure descàrrega i està basat en SSLeay, desenvolupat per Eric Young i Tim Hudson.
Consisteix en un robust paquet d'eines d'administració i biblioteques relacionades amb la criptografia, que subministren funcions criptogràfiques a altres paquets com OpenSSH i navegadors web (per a accés segur a llocs HTTPS).
Aquestes eines ajuden al sistema a implementar el Secure Sockets Layer (SSL), així com altres protocols relacionats amb la seguretat, com el Transport Layer Security (TLS). Aquest paquet de programari és important per a qualsevol que estigui planejant utilitzar cert nivell de seguretat al vostre ordinador amb un sistema operatiu lliure basat en GNU/Linux. OpenSSL també permet crear certificats digitals que poden aplicar-se a un servidor, per exemple 
Apache

## Llicència
OpenSSL està sota "doble llicència": la OpenSSL License i la SSLeay License. La OpenSSL License és una Apache License 1.0 i SSLeay License guarda certa similitud amb la clàusula 4 de la llicència  BSD License. La doble llicència permet a l'usuari triar quina vol utilitzar. No obstant això, la documentació OpenSSL utilitza el terme de doble llicència per a significar que s'apliquen totes dues llicències.
Com la llicència OpenSSL License és la Apache License versió 1.0 requereix incloure la frase "This product includes software developed by the OpenSSL Project for use in the OpenSSL Toolkit." en el material publicitari i en qualsevol redistribució (Seccions 3 i 6 de la OpenSSL License). A causa d'aquesta restricció la OpenSSL License i la llicència Apache 1.0 són incompatibles amb la GNU GPL. Alguns desenvolupadors sota la llicéncia GNU GPL han afegit una excepció OpenSSL per les seves llicències que permet específicament utilitzar el seu programari amb OpenSSL. GNU Wget utilitza aquesta excepció.